# 1495
Cette page concerne l'année 1495  du calendrier julien.
L'année 1495 est une année commune qui commence un jeudi.

## Asie
- Empire songhaï : Askia Mohammed, considérant que son empire est pacifié, en confie la régence à son frère Omar (Amar Komzago) et effectue un pèlerinage à La Mecque[1].
- Indonésie : Le souverain de Ternate Zain al-'Abidin (1486-1500) se rend à Giri sur la côte nord de Java pour parfaire sa connaissance de l'islam (1495-1501)[2]. Début de l'islamisation des Moluques.
- sd : incursions du khan de Sibir (Sibérie) contre le khanat de Kazan[3].

## Explorations outremer et Amérique

### Christophe Colomb et les Caraïbes
- 27 mars, Hispaniola : bataille de La Vega Real[4]. Lors d'une attaque surprise, 200 soldats espagnols, 20 cavaliers et 20 chiens de combat pénètrent dans un lieu très peuplé en territoire taino, dispersent les indigènes et en massacrent plusieurs, combattants ou non-combattants. Ces violences permettent aux colons de prendre l'avantage sur les autochtones qui résistaient efficacement jusque-là, et d'accélérer leur soumission[5].
- Octobre : arrivée de Juan de Aguado à La Isabela. Les Rois Catholiques, informés par Buyl et Marguerit des mésententes secouant la colonie, envoient à Hispaniola une commission royale d’enquête conduite par le Sévillan Juan de Aguado[4].

### Îles Canaries (dépendance de la couronne de Castille)
- 25 décembre, Tenerife : victoire définitive des Espagnols de Alonso Fernández de Lugo contre les Guanches à La Victoria de Acentejo[6].

### Explorations portugaises
- Décembre : le gouvernement portugais, estimant que Christophe Colomb n’a pas pu arriver aux Indes, c'est-à-dire en Asie, décide une expédition par la route du cap de Bonne-Espérance[7], découvert en 1488.

## Europe

### Événements non politiques

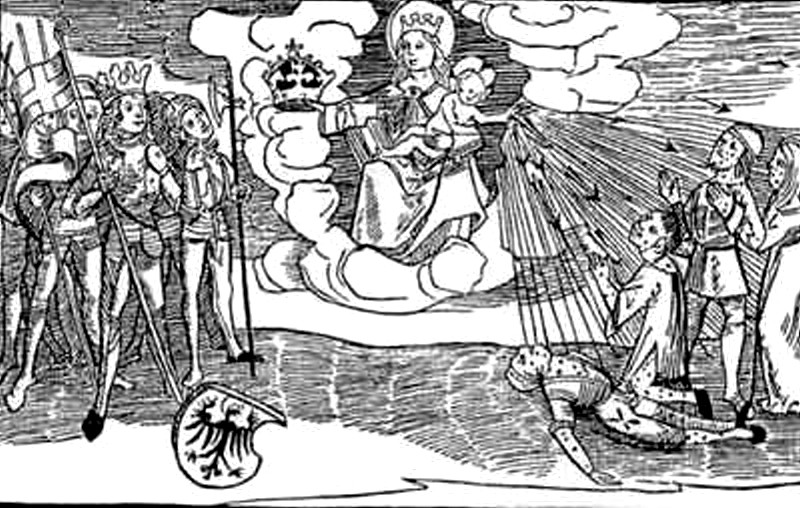
Le Christ enfant punit l'humanité avec la syphilis, gravure d'un ouvrage de Joseph Grünpeck paru en 1496. À Naples, de nombreux militaires français contractent la syphilis, peut-être venue d’Amérique par l’Espagne, et la diffusent en Europe, ce qui contribue à moraliser les mentalités vers 1495-1500.

- Naufrage du Gribshunden, navire amiral d'une flotte devant amener le roi Jean Ier de Danemark à Kalmar en Suède, en vue de négociations avec le régent Sten Sture l'Ancien. Cette épave, retrouvée en 1960, fait actuellement (2023) l'objet de fouilles[9].
- Février : hiver très doux dans le sud de la France[10].

### France (règne de Charles VIII)
- 16 janvier : Guillaume Briçonnet est nommé cardinal[11].
- 5 mai : massacre des Juifs à Manosque, orchestré par les frères prêcheurs dans leur prédication de la Passion. Les consuls de la ville ferment les yeux devant les descentes populaires dans la juiverie[12].

### Péninsule italienne: première guerre d'Italie
- 23 janvier : Ferdinand II, dit Ferrandino, (1467-1496), devient roi de Naples après l'abdication de son père Alphonse II[13].
- 28 janvier : l’armée française quitte Rome[14].
- 22 février : entrée des Français à Naples sans difficultés avec l'aide de Ludovic Sforza et de la Florence de Savonarole[15].
- 31 mars : constitution de la Ligue de Venise, ligue anti-française qui regroupe Venise, Milan, Maximilien d'Autriche, Ferdinand II d'Aragon et le pape[16]. Elle tente de bloquer les troupes françaises dans le royaume de Naples.
- 6 avril - 20 mai : blocus d'Asti par les forces de Ludovic le More, duc de Milan[17].
- 12 mai : Charles VIII de France fait une entrée solennelle dans Naples[18]. Cette chevauchée, strictement royale, est interprétée par les contemporains comme une prétention impériale. Le roi protège les Juifs, se soucie des pauvres et systématise les structures municipales.
- 20 mai : l’armée royale doit battre en retraite, en laissant quelques garnisons à Naples[18].
- 26 mai : l'armée espagnole de Gonzalve de Cordoue débarque à Reggio de Calabre pour restaurer Ferdinand II de Naples[19].
- 8 juin : chute des Accoppiatori à Florence[20]. Le dominicain Savonarole s’impose à Florence comme chef politique, instaurant un régime théocratique et démocratique, remaniant la constitution, la justice, les finances et réformant les mœurs (abandon des fêtes profanes, bûchers de vanité). Les Florentins finissent par se diviser entre ses partisans (piagnoni, pleureurs), et ses opposants (arrabbiati, enragés).
- 10 juin : Ludovic Sforza prend Novare[17].

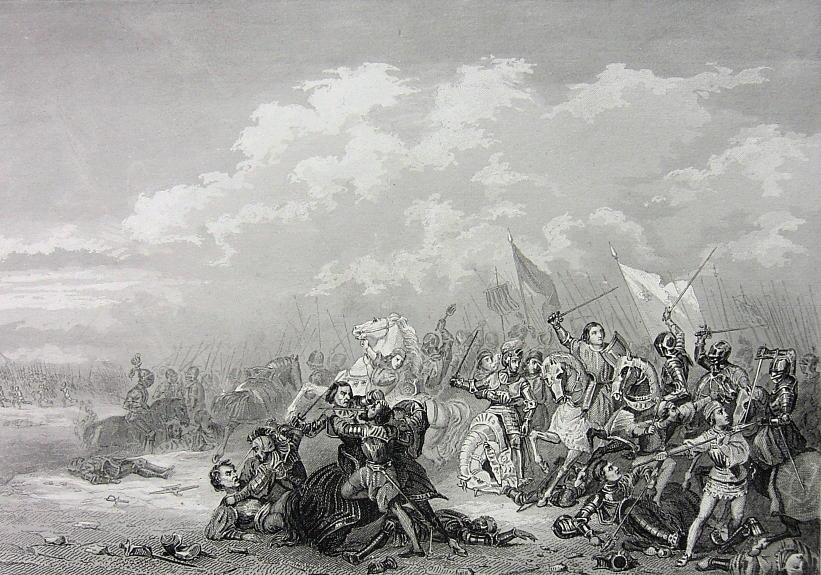
28 juin : bataille de Seminara, gravure anonyme du XIXe siècle

- 28 juin : victoire française de d'Aubigny sur Gonzalve de Cordoue à la première bataille de Seminara[21].

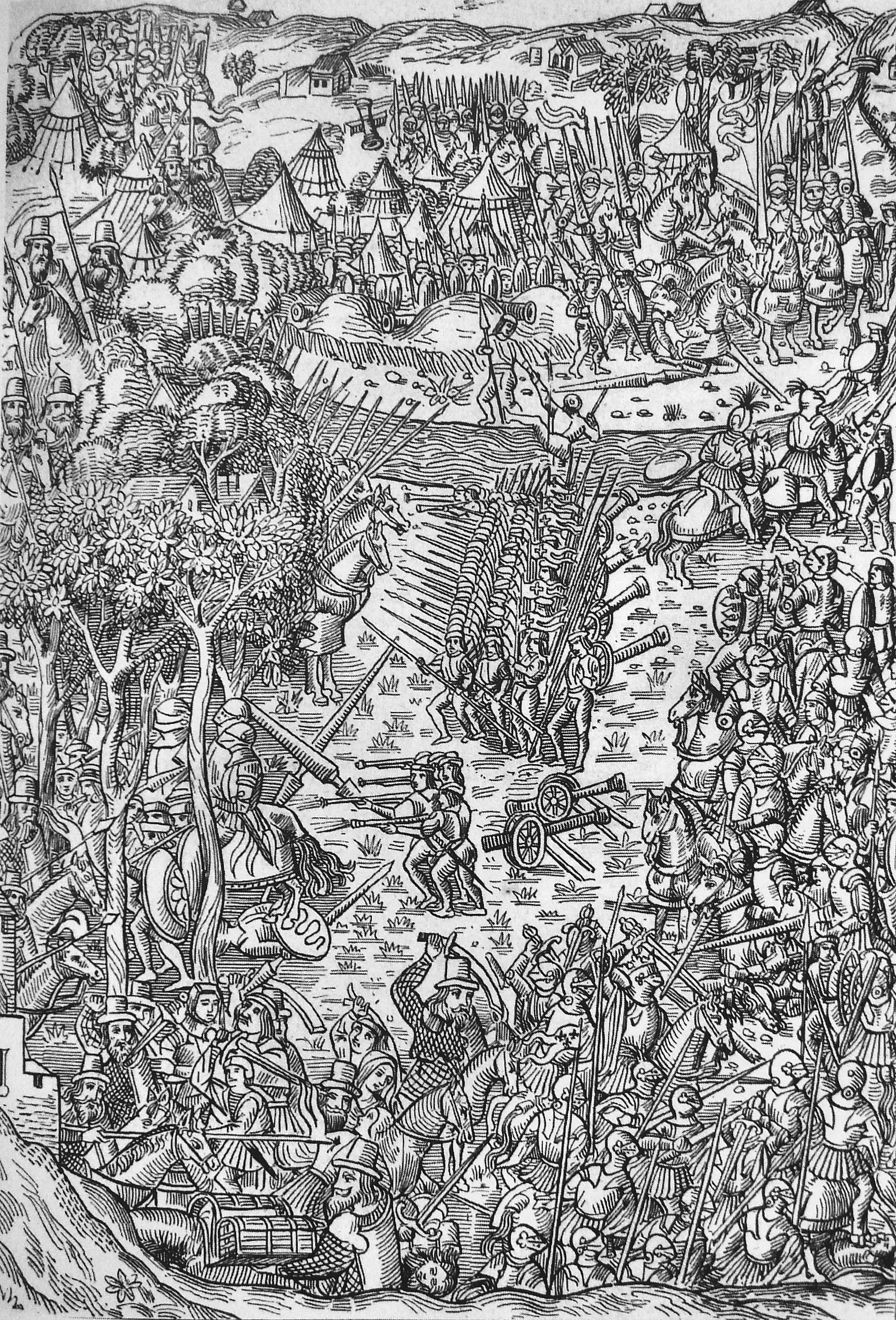
6 juillet : bataille de Fornoue

- 6 juillet : bataille de Fornoue, victoire de la France sur la Ligue de Venise. Dans une « furieuse » charge, 9 000 royaux enfoncent 30 000 adversaires et laissent des milliers de morts[22]. Charles doit néanmoins rapatrier ses troupes et rentre en France à l’automne. Naples est reprise par l’armée de Gonzalve de Cordoue (1496).
- 20 juillet-22 septembre[17] : l'horrible siège de Novare, 6 000 morts parmi les assiégés.
- 9 octobre : paix de Verceil entre Charles VIII et Ludovic Sforza[15]. Louis d’Orléans évacue Novare.
- sd : la république de Venise occupe Bari, mais ne peut s’y maintenir[23].

### Castille et Aragon (règnes d'Isabelle de Castille et de Ferdinand II d'Aragon)
- 20 février : Francisco Jiménez de Cisneros devient archevêque de Tolède[24].
- 31 mars : contrat de fiançailles des enfants de Maximilien d'Autriche[25] (et de Marie de Bourgogne, morte en 1482), le duc de Bourgogne[26] Philippe le Beau et sa sœur Marguerite, avec les infants d’Espagne, Jean d'Aragon et Jeanne de Castille[27], enfants des Rois catholiques.
- 5 novembre : mariage par procuration 
  - à Malines (duché de Brabant) de Marguerite et de Jean d'Aragon[28] ;
  - à Valladolid (royaume de Castille) de Jeanne de Castille avec Philippe le Beau[27].

### Portugal
- 27 octobre : début du règne de Manuel Ier le Grand (1469-1521), roi de Portugal[29]. Sous son règne, le Portugal connaît la prospérité. Le roi a le sens de la justice, de la grandeur de l’État. Il s’entoure de collaborateurs compétents, d’artistes et d’hommes de lettres de talent. La noblesse, assagie, lui permet de gouverner de façon autoritaire (les Cortes ne seront réunies que quatre fois pendant son règne)[30].

### Écosse
- 10 février : création de l'Université d’Aberdeen (Écosse)[31].

### Pays-Bas bourguignons (règne de Philippe le Beau)
- 31 mars : contrat de fiançailles des enfants de Maximilien d'Autriche (et de Marie de Bourgogne, morte en 1482), le duc de Bourgogne[26] Philippe le Beau et sa sœur Marguerite, avec les infants d’Espagne, Jean d'Aragon et Jeanne de Castille[27], enfants des Rois catholiques.
- 5 novembre : mariage par procuration 
  - à Malines (duché de Brabant) de Marguerite et de Jean d'Aragon[28] ;
  - à Valladolid (royaume de Castille) de Jeanne de Castille avec Philippe le Beau[27].

### Saint-Empire

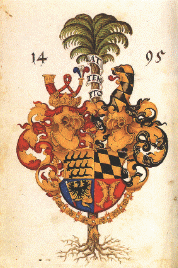
21 juillet : duché de Wurtemberg

- 21 juillet : le Wurtemberg est érigé en duché[32].
- 7 août : la Diète d'Empire réunie à Worms unifie la législation selon le droit romain et vote l’ordonnance sur la paix perpétuelle (ewiger Landfrieden) qui condamne les guerres privées (Fehden) au sein de l’empire[16].
- 31 octobre : la diète de Worms crée le tribunal de la chambre d’Empire (Reichskammergericht)[33], qui échappe complètement au contrôle de l’empereur[34]. En compensation, la diète admet le principe d'un impôt général, le « denier commun » (gemeines Pfennig).

### Valachie
- 8-15 septembre : Radu IV le Grand devient voïévode de Valachie (fin en avril 1508)[35].
- Vlad, fils de Vlad Dracula, profite de la mort du voïévode Vlad le Moine pour envahir la Valachie, mais est repoussé par les troupes du fils de Vlad le Moine, Radu le Grand.

## Naissances en 1495
- 16 avril : Petrus Apianus, astronome et mathématicien allemand († 21 avril 1552
- 27 avril : Soliman le Magnifique, souverain ottoman († 7 septembre 1566).
- Date précise inconnue :
- Malkoçoğlu Bali Bey, beylerbey et homme politique ottoman au temps de Soliman le Magnifique († 1555).
- Vers 1495 :
  - Hans Kemmer, peintre allemand († 1561).
  - Cesare Magni, peintre italien († 1534).

## Décès en 1495
- 11 janvier : Pedro González de Mendoza, cardinal espagnol (° 3 mai 1428).
- 14 juin : Vrancke van der Stockt, peintre flamand (° 1420)[36].
- 25 octobre : Jean II de Portugal[29]
- 16 décembre : Charles-Orland de France, dauphin du Viennois, fils du roi de France Charles VIII[37].